# Workin’ Overtime
Workin' Overtime (с англ. — «Работаю сверхурочно») — восемнадцатый студийный альбом американской певицы Дайаны Росс, выпущенный 6 июня 1989 года лейблом Motown в Северной Америке и EMI в мире.
Это была первая запись певицы для Motown с 1981 года после недолгой работы с RCA Records. Росс, воссоединившись с музыкантом Найлом Роджерсом, главным продюсером её самого успешного альбома на сегодняшний день, Diana 1980 года, попыталась привлечь молодую аудиторию с помощью стилей нью-джек-свинг и хаус.
Альбом получил негативные отзывы критиков, а также не стал коммерчески успешным, несмотря на то, что заглавный трек занял третье место в чарте Hot Black Singles. Альбом вошёл в тридцатку лучших в Швеции и Соединённом Королевстве и достиг 116-й строчки в американском Billboard Top Pop Albums. Также были выпущены синглы «This House / Paradise», «Bottom Line» и ремикс Шепа Петтибона на «Paradise», но и они не смогли реабилитировать продажи альбома.
В том же году в поддержку альбома певица отправилась в успешный в коммерческом отношении концертный тур.

## Предыстория
Это был первый с 1981 года релиз певицы на лейбле Motown с новым материалом со времён сборника To Love Again. С того момента она выпускалась на лейбле RCA Records, где у неё была полная творческая свобода и возможность развиваться, чего с прежним лейблом у неё практически не было.
После релиза в 1987 году альбома Red Hot Rhythm & Blues певца родила двоих сыновей и, выйдя в декрет, практически на полтора года «выпала» из музыкального шоу-бизнеса. Тем временем в RCA сменилось руководство, и из-за коммерческих неудач Росс контракт с ней продлён не был. Певица подписала контракт с MCA Records, единственным релизом на котором был саундтрек к мультфильму «Земля до начала времён» — песня «If We Hold on Together», ставшая хитом в Британии и Японии.
В это же время Берри Горди, глава лейбла Motown, продал его компании MCA, так как он находился в сложном финансовом положении. Теперь, когда Motown стал одним из подразделений компании MCA, глава компании Джерил Басби предложил Росс вернуться в Motown, что помогло бы привлечь внимание медиа. Росс подписала новый контракт уже непосредственно с Motown, а также стала его совладельцем. Ни у какого другого артиста ранее не было подобного соглашения со звукозаписывающей компанией.

## Запись
Для работы над пластинкой певица пригласила Найла Роджерса, который ранее участвовал в записи одного из самых успешных её альбомов — Diana 1980 года, включая культовые хиты «I’m Coming Out» и «Upside Down». За прошедшее время он зарекомендовал себя как успешный музыкальный продюсер, при его участии были выпущены такие знаковые альбомы как Let’s Dance Дэвида Боуи 1983 года и Like a Virgin Мадонны 1984 года.
В декретном отпуске Росс много времени проводила дома, смотря телевизор, в частности, она часто смотрела музыкальные программы канала BET, рассчитанного на афроамериканскую аудиторию, понимая, как меняется музыкальный ландшафт. Этот факт повлиял на материал будущего альбома Workin’ Overtime. Вместе Росс и Роджерс стремились создать современный альбом, обратившись к популярному тогда направлению нью-джек-свинг, который популяризировали такие артисты, как Бобби Браун и Джекет Джексон, а также хип-хопу и хаусу. В интервью 1993 года журналу Billboard певица так сказала об альбоме: «Я смотрела на танцоров, детей, исполняющих хип-хоп, и так далее… Вы знаете, я люблю рисковать и не хочу просто делать то, что от меня ожидают. Я просто продолжаю действовать, придумывая, как начать всё сначала, оставаясь энергичной и жизнерадостной, берясь за что-то новое. Итак, я записала этот альбом, и он мне очень понравился».
Автором и продюсером большинства песен альбома стал Роджерс. Среди его соавторов были автор-исполнитель Кристофер Макс (заглавная композиция), Кэти Блок (песня «Say We Can») и музыкант Грег Смит (почти вся вторая половина альбома). Две песни для альбома написало трио, состоящее из Престона Гласса, Стивена Грея и Стива Берча: «Take the Bitter with the Sweet» и «Goin’ Through the Motions»; песню «Bottom Line» Гласс написал самостоятельно. Запись альбома проходила в студиях Skyline и Atlantic в Нью-Йорке и Record Plant в Лос-Анджелесе с 1988 по 1989 год.

## Релиз и продвижение
Релиз альбома состоялся 6 июня 1989 года. Выход альбома практически никак не освещался, а эффект от нашумевшего интервью, данного Росс Барбаре Уолтерс в конце марта, к дате релиза сошёл на нет. Продажи альбома были гораздо более низкими в сравнении с предшественниками. В США пластинка добралась лишь до 116-го места в альбомном чарте Billboard Top Pop Albums, проведя там только шесть недель, и это был самый худший показатель для Росс за последние двадцать лет, со времён альбома The Supremes Diana Ross & the Supremes Sing and Perform "Funny Girl" 1968 года, который занял 150-ю позицию. В чарте Top Black Albums альбом занял 34-е место, проведя там 19 недель. В остальном мире дела обстояли чуть лучше, в ФРГ альбом поднялся до 64-го места, в Нидерландах стал 43-м, а в Швеции и Великобритании альбом смог попасть в топ-40, а в последней за полмесяца продаж даже получил серебряную сертификацию за 60 000 проданных копий.

### Синглы
Лейбл настаивал, чтобы композиция «Bottom Line» была выпущена в качестве ведущего сингла, но певица была против и уговорила продюсеров выпустить первым заглавный трек альбома «Workin’ Overtime». Песня попала в ротацию 24 апреля 1989 года. Она не смогла попасть в Billboard Hot 100, но добралась до третьей строчки чарта Hot Black Singles, проведя в чарте в общей сложности 13 недель, и стала 11-й в танцевальном чарте Dance Club Play. В Европе сингл пользовался бо́льшим успехом: в Великобритании он достиг пика на 32-й строчке, в Ирландии — на 28-й, а в Финляндии — на 20-й. Второй сингл «This House / Paradise» не повторил успеха предшественника, заняв только 64-е место в Hot Black Singles, а вот выпущенный отдельно «Paradise» благодаря ремиксам попал на 11-ю строчку танцевального чарта, пробыв в чарте десять недель. Третьим синглом была выпущена песня «Bottom Line», но она уже не имела коммерческого успеха.

### Концертный тур
В поддержку альбома был организован мировой концертный тур World Tour ’89, гораздо более успешный, чем альбом. Начался он 1 февраля 1989 года. Певица выступила в таких странах как Австралия, Великобритания, Германия, Канада и Соединённые Штаты. Лондонские концерты на арене «Уэмбли», прошедшие в начале июня 1989 года, были записаны и  выпущены в Европе как концертный альбом Greatest Hits Live, а в сентябре показаны в качестве спецвыпуска «Diana Ross World Tour ’89: „Workin’ Overtime“» на американском телеканале HBO. Американская часть началась 14 июля с выступления в нью-йоркском мюзик-холле «Радио-сити». Практически все шоу проходили при полных аншлагах, особенно в летний сезон, когда на открытых площадках собиралось более 15 тысяч зрителей. Из-за высокого спроса позже были добавлены дополнительные даты и в США, и в Европе.
Во время концертов певица исполняла сольные хиты («Love Hangover», «I’m Coming Out», «Upside Down», «Endless Love»), песни из кинофильмов с её участием («The Man I Love», «Theme from Mahogany (Do You Know Where You’re Going To?)»), песни из нового альбома («Paradise», «This House», «Workin’ Overtime»), а также классику периода The Supremes («Baby Love», «You Can’t Hurry Love»).
Критики также оценили способность Росс устраивать шоу. Пол Эллиот в обзоре для Sounds отметил не только красочное оформление сцены и эффекты, но и некоторые огрехи в игре группы, однако исполнение «Touch Me in the Morning», по его мнению, больше подошло бы ночью, ведь там «даже вздохи между нотами приятны». Клайд Макмиллан из журнала Black Radio Exclusive написал, что на сцене царили гламур и блеск Изумрудного города, а певица никогда не выглядела лучше. Он также отметил атмосферу элегантности и очарования, а также тот факт, что Росс умеет поддерживать себя и свою музыку в актуальном состоянии — она знает когда и как меняться в соответствии со временем, поэтому остаётся успешной. Редактор Deseret News Джозеф Уокер заявил, что «на концерте вы увидите и услышите хорошую музыку, энергичные танцы и взрыв звука, но главное — Дайану Росс там, где она больше всего любит быть — на сцене перед благодарной аудиторией».

## Отзывы критиков
| Оценки критиков               | Оценки критиков |
| Источник                      | Оценка          |
| ----------------------------- | --------------- |
| AllMusic                      | [ 2 ]           |
| Robert Christgau              | (C+)            |
| Encyclopedia of Popular Music | [ 49 ]          |
| Hi-Fi News & Record Review    | А*:2            |
| Los Angeles Times             | [ 51 ]          |
| New Musical Express           | 1/10            |
| Record Mirror                 | [ 53 ]          |
| The Rolling Stone Album Guide | [ 54 ]          |

Музыкальные критики негативно отнеслись к выпуску нового альбома. Многие сошлись во мнении, что пластинка оказалась слишком однообразной, а музыка не соответствовала уровню, который обычно демонстрировала Дайана Росс. В AllMusic отметили, что Росс звучала совершенно потерянно, а аранжировки и композиции звучали слабо, в особенности в сравнении с доминирующими произведениями нью-джека и хип-хопа. Рецензент Billboard заявил, что Росс всё ещё в поисках современных хуков, способных покорить чарты. В журнале Los Angeles Times заявили, что проблема с новым альбомом Росс в том, что она, кажется, слишком старается звучать современно и актуально, чтобы обыграть Джоди Уотли или Джанет Джексон в их собственной игре. (В 1989 году LA Times включили альбом в десятку худших альбомов года.) В Cashbox заявили, что Найл Роджерс создал несколько потрясающе звучащих треков, однако исполни их не желающая понравиться молодёжи Росс, а Pebbles или Ванесса Уильямс, никто бы не жаловался. Фред Деллар из Hi-Fi News & Record Review иронично заметили, что Росс решила делать музыку совсем не тех улиц, на которых живёт. Обозреватель Stereo Review Фил Гарланд также написал, что уличный фанк не особенно убедителен, когда исполняется женщиной, известной своим гламурным образом жизни. Обозреватель Musician посчитал странным, что для возвращения Росс выбрала хаус, учитывая насколько он подчёркивает ритм в ущерб вокалу В европейском издании Music & Media отметили, что Росс находится в хорошей форме, однако её не всегда можно узнать среди окружающих новомодных напряжённых звуков. Крис Робертс из Melody Maker выделил в альбоме только «восхитительный» и «утончённый гимн» «This House», отметив его близость к песням группы Chic «Will You Cry (When You Hear This Song)» и «At Last I Am Free». Робертс заявил, что один хороший трек из десяти в наши дни для Дайаны уже неплохо. В журнале Music Week заявили: «Всегда грустно видеть, как легендарную артистку поглощает монохромный мир современной танцевальной попсы, и, увы, именно это случилось с Дайаной. Даже талант Найла Роджерса как продюсера не может вдохнуть душу в эту мешанину дробеструйного барабанного грохота и жёстких синтезаторов». Рецензент издания New Musical Express Джо Вудбридж поставил альбому единицу, заявив, что, если в альбоме Diana, спродюсированном Роджерсом, было хотя бы несколько хороших грувов, то здесь нет вообще ничего примечательного. Дэвид Сподек из RPM заявил, что, воссоединившись со своим старым лейблом, Дайана Росс вернулась и доказывает, что она не утратила связи, а результаты работы с Роджерсом говорят сами за себя. В журнале Record Mirror назвали альбом незапоминающимся. Фрэнк Коган из Spin заявил, что Росс в альбоме звучала совершенно пусто, просто пропевая строчки из песен, в целом же он назвал пластику неинтересным танцевальным чёрным альбомом без какой-либо изюминки.

## Список композиций
| №                   | Название                         | Автор(ы)                              | Длительность |
| ------------------- | -------------------------------- | ------------------------------------- | ------------ |
| 1.                  | «Workin’ Overtime»               | Найл Роджерс, Кристофер Макс          | 4:17         |
| 2.                  | «Say We Can»                     | Найл Роджерс, Кэти Блок               | 4:20         |
| 3.                  | «Take the Bitter with the Sweet» | Престон Гласс, Стивен Грей, Стив Берч | 3:51         |
| 4.                  | «Bottom Line»                    | Престон Гласс                         | 4:05         |
| 5.                  | «This House»                     | Найл Роджерс                          | 5:34         |
| 6.                  | «Paradise»                       | Найл Роджерс, Грег Смит               | 3:54         |
| 7.                  | «Keep On (Dancin’)»              | Найл Роджерс, Грег Смит               | 4:33         |
| 8.                  | «What Can One Person Do»         | Найл Роджерс, Грег Смит               | 3:18         |
| 9.                  | «Goin’ Through the Motions»      | Престон Гласс, Стивен Грей, Стив Берч | 3:54         |
| 10.                 | «We Stand Together»              | Найл Роджерс, Грег Смит               | 5:07         |
| Общая длительность: | Общая длительность:              | Общая длительность:                   | 39:53        |

| №                   | Название                      | Автор(ы)                     | Длительность |
| ------------------- | ----------------------------- | ---------------------------- | ------------ |
| 11.                 | «Workin’ Overtime» (Club Dub) | Найл Роджерс, Кристофер Макс | 6:18         |
| Общая длительность: | Общая длительность:           | Общая длительность:          | 46:11        |

## Участники записи
Музыканты
- Дайана Росс — вокал, исполнительный продюсер
- Кристофер Макс — бэк-вокал, программирование
- Кёртис Кинг — бэк-вокал
- Деннис Коллинз — бэк-вокал
- Фонзи Торнтон[англ.] — бэк-вокал
- Лейзет Майклс — бэк-вокал
- Пегги Тафт — бэк-вокал
- Найл Роджерс — продюсер
- Андрес Левин[англ.] — программирование
- Грег Смит — программирование, сведение
- Ричард Хилтон — программирование, звукорежиссёр

Производство
- Бадд Туник — музыкальный продюсер
- Рене Белл — музыкальный продюсер
- Том Дурак — звукорежиссёр, сведение
- Кит Фридмэн — звукорежиссёр, сведение
- Патрик Диллетт[англ.] — звукорежиссёр
- Дэвид Майкл Дилл — звукорежиссёр
- Пол Вертеймер — звукорежиссёр
- Эд Брукс — звукорежиссёр
- Карен Бохэнон — звукорежиссёр
- Кэтрин Миллер — звукорежиссёр
- Пол Анджелли — звукорежиссёр
- Боб Людвиг — мастеринг
- Фрэнк Карделло — сведение

Дизайн
- Херб Ритц — фото
- Сью Рейли — арт-директор, дизайн

Все данные взяты из аннотации к альбому.

## Чарты
| Чарт (1989)                      | Высшая позиция |
| -------------------------------- | -------------- |
| Австралия (ARIA)                 | 85             |
| Великобритания (UK Albums Chart) | 23             |
| Германия (Offizielle Top 100)    | 64             |
| Нидерланды (Album Top 100)       | 43             |
| США (Billboard Top Pop Albums)   | 116            |
| США (Billboard Top Black Albums) | 34             |
| США (Cashbox Top 200 Albums)     | 122            |
| США (Cashbox Top R&B Albums)     | 30             |
| Швеция (Sverigetopplistan)       | 22             |
| Япония (Oricon)                  | 98             |

## Сертификации и продажи
| Регион                                                      | Сертификация | Продажи |
| ----------------------------------------------------------- | ------------ | ------- |
| Великобритания (BPI)                                        | Серебряный   | 60 000^ |
| ^ Данные о тиражах приведены только на основе сертификации. |              |         |